# 頼信丸
頼信丸（よりのぶまる）は、東京商船学校（現・東京海洋大学）が運用していた練習帆船。総トン数513トンのバーク型木造船で、日本の商船教育における専用練習船の草分け的存在であった。艦名は源頼信に因み、建造当時の運航会社が船名を昔の武将名としていた慣例による。

## 船歴
共同運輸会社が保有していた新造帆船を、1884年（明治17年）3月に東京商船学校が特約して航海練習船としたものであり、船長、運転士なども商船学校の卒業生から任命されていた。実習を兼ねて、国内での石炭輸送に従事した。1885年（明治18年）9月に共同運輸会社が郵便汽船三菱会社との合併により日本郵船会社となると一時的に任務を解かれたが、引き続き商船学校生徒の実習に使用された。
1890年（明治23年）9月4日に実習生を乗せて兵庫を出港し、横浜に向けて航海していたところ16日に台風による暴風雨に遭遇、帆や操舵装置などを破損して漂流し、17日午前0時30分頃、徳島県の伊島近海の岩礁に衝突して沈没した。この事故で船長以下乗組員の大半が死亡し、生存者は海岸に漂着した数名だけだったとされる。なお、被害者数については資料により差異があり、乗組員32人のうち27名が死亡とするもの、30人のうち23名が死亡とするもの、23名のうち18名が死亡とするものなどがある。また、このうち実習生徒の死者数についても、13名とするものと14名とするものがある。

## その他
東京商船学校は頼信丸沈没により練習船がなくなったため、1892年（明治25年）に木造帆船「稲穂丸」を購入、翌年より練習船として運用した。しかし、こちらも1895年（明治28年）11月25日、陸軍御用船として輸送任務中に台湾の基隆港ちかくで座礁沈没した。幸い、この事故では負傷者1名のみで死者は出なかった。